# DSA-283
La DSA-283 es una carretera perteneciente a la Red Secundaria de la Diputación Provincial de Salamanca que une la  DSA-290  con la localidad de Montemayor del Río.

## Origen y Destino
La carretera  DSA-283  tiene su origen en Peñacaballera en la intersección con la carretera  DSA-290 , y termina en el casco urbano de Montemayor del Río, formando parte de la Red de carreteras de Salamanca.